# Judith Astelarra
Judith Astelarra Bonomi (Buenos Aires, 1943) é uma socióloga hispanoargentina que pesquisa a relação entre política e ativismo feminista.
Licenciou-se em Sociologia na Universidade Católica de Chile e fez seu mestrado e doutorado na Cornell University (Ithaca, Nova York). Também realizou um doutorado em Ciências Políticas e Sociologia em Universidade Complutense de Madri.

## Biografia

### Primeiros anos
Judith Astelarra nasceu em 1943 em Buenos Aires (Argentina). De família de classe alta, é a primeira de nove irmãos. Aos nove anos mudou-se para o Chile, onde viveu os importantes acontecimentos desenrolados nesse país de 1950 a 1970. Realizou seus estudos primários no colégio Dunalastair, no qual recebeu formação laica.

### Luta e ação política
Ingressou na Universidade Católica de Chile, na carreira de sociologia, licenciando-se em 1968. Durante esse período descobriu os trabalhos de Viola Klein sobre psicologia e condição da mulher e as memórias de Simone de Beauvoir que a incentivarão a entender o feminismo e a estudar gênero. Nesses momentos, em toda América Latina, havia um vivo ativismo social, do qual Judith Astelarra participou como ativista da luta estudiantil na Federação de Estudantes da Universidade Católica.
A situação política do Chile a levou à política. Quando Eduardo Frei foi eleito candidato do Partido Democrata Cristão e a direita o celebrou, Judith se sentiu decepcionada já que isso não estava de acordo com suas expectativas, o que a leva a rejeitar uma bolsa da Columbia University para ficar militando em Chile, e se envolve profundamente no processo transformador do país. Como socióloga do Departamento de Planejamento Regional da Corporação da Reforma Agrária (CORA) do Chile percorreu os campos onde se estabeleceram os modelos iniciais de propriedade coletiva e assentamentos de camponeses.
Após realizar um mestrado e doutorado em Nova York, regressou a Chile em 1971 para ingressar no Partido Socialista. Em 1973 mudou-se com sua família a Buenos Aires (Argentina), após a primeira tentativa de golpe de Estado contra Salvador Allende.

### Pensamento feminista
Em junho de 1969 recebeu uma bolsa para realizar seus estudos de pós-graduação na Cornell University, coincidindo com as lutas pró aborto que culminaram na aprovação da lei de despenalização do aborto no Estado de Nova York. Foi a época em que Betty Friedan criou a National Organization for Women, e havia um forte movimento estudantil que exigia incluir matérias sobre as mulheres nas universidades. Estas dinâmicas levaram-na a vincular-se aos grupos feministas norte-americanos. Com seu regresso a Chile, durante os anos de governo da Unidade Popular, tentou introduzir, sem sucesso, os debates feministas na universidade.
A repressão das ditaduras chilena e argentina, que afetaram diretamente a sua família, a levou a emigrar para Barcelona em 1975, com seu cônjuge e filho. Integrou-se ao movimento feminista da Espanha e aos movimentos sociais das mulheres que depois da morte do ditador Francisco Franco ganharam espaço. Em 1977 organizou as Primeiras Jornadas do Patriarcado, junto com Marinha Subirats e outras feministas acadêmicas. Este foi um acontecimento inicial e de grande envergadura que reuniu mais mil de mulheres políticas, militantes feministas e acadêmicas.
Durante a transição espanhola à democracia, o feminismo passou à agenda política e começaram-se a implementar políticas de igualdade. Judith Astelarra colaborou com tais implementações, elaborando propostas de inclusão de gênero na nova democracia e pesquisando sobre a participação feminina na ação política.

### Atividade acadêmica
Em 1977 ingressou no mundo acadêmico como professora de Sociologia na UAB, desempenhando mais adiante, em 1986, o cargo de diretora Departamento de Sociologia na mesma universidade. Em 1989, foi eleita vice-reitora e, em 1992, reitora da Faculdade de Políticas e Sociologia, convertendo-se na primeira mulher a assumir o cargo.
Na atividade na universidade, desenvolveu principalmente estudos sobre política pública e gênero.  Em 2005, seu trabalho é reconhecido com a Medalha Presidente Macià.

### Vida privada
É conhecida por seus mais próximos pelo apelido "Magú". Em 1966 conheceu durante um curso de temas agrários em Israel seu cônjuge, Alberto Herrero, um homem treze anos mais velho que ela e pai de seu único filho, Rodrigo.
A ditadura argentina reprimiu duramente sua família, afetando irmãos e parentes próximos, com detenções, reclusões em campos de concentração e desaparecimentos.

## Publicações
Destacam-se dentre suas publicações:
- Autonomía y espacios de actuación conjunta.[8]
- Cuatro ensayos sobre el Feminismo.
- El Feminismo como perspectiva teórica y como práctica política.
- El sexismo en la ciencia.
- Familia y estado: una relación a examen.[9]
- La mujer... ¿clase social? Algunos antecedentes históricos.[10]
- La nueva realidad de la desigualdad de las mujeres.[11]
- La participación política de las mujeres.
- La transición democrática en Chile.
- Land Reform in Chile during Allende's Goverment.[12]
- Las mujeres podemos: otra visión política.
- Políticas conciliadoras: conceptualización y tendencias.[13]
- Políticas de género na União Européia e alguns apontes sobre América Latina.[14]